# Черненко Анатолій Михайлович
Анатолій Михайлович Черненко (29 квітня 1926, с. Яблунівка, нині Прилуцький район Чернігівська область — 27 жовтня 2000, м. Дніпропетровськ) — український історик, професор, доктор історичних наук.

## Біографія
Народився у с. Яблунівка, нині Прилуцького району Чернігівської області в селянській родині. у яблунівській школі здобув середню освіту. У 1943—1945 роках брав участь у бойових діях німецько-радянської війни.
У 1946—1951 роках навчався на історичному факультеті Львівський державний університет імені Івана Франка. Ще під час навчання у виші, 1950 року, обраний заступником секретаря партійного комітету цього ж навчального закладу. По закінченню університету залишився там викладати, де протягом 1951—1958 років — асистент, старший викладач кафедри історії у львівському державному університеті ім. І. Франка.
1958 року захистив кандидатську дисертацію на тему: «Боротьба В. І. Леніна за формування партійних кадрів у період утворення РСДРП (1893—190 років)» з присвоєнням наукового ступеня кандидата історичних наук. 1959 року Черненку присвоєне вчене звання — доцент кафедри історії львівського державного університету імені Івана Франка.
Від 1960 року займав посаду директора та завідувача кафедри марксизму-ленінізму Дрогобицького державного педагогічного інституту імені Івана Франка. У 1960—1968 роках — ректор вищеназваного вишу. Більше трьох років очолював дрогобицьке міське відділення товариства «Знання».
1968 року звільнений у зв'язку з переводом на посаду ректора Запорізького державного педагогічного інституту та завідувача кафедри історії КПРС, де пропрацював протягом 1968—1974 років. 1969 року захистив докторську дисертацію на тему: «В. І. Ленін і закордонні більшовицькі організації» з присвоєнням наукового ступеня доктора історичних наук. У 1972 році Черненку присвоєне вчене звання професора.
1976 року переведений до Дніпропетровського державного університету, де займав посади — професора кафедри історії КПРС (1976—1980), завідувача кафедри історії КПРС (1980—1990), декана історичного факультету (1977—1987), професор кафедри політичної історії (1990—1995, від 1992 року — української історії та етнополітики).
Зусиллями А. М. Черненка була створена і власна наукова школа з вивчення політичної еміграції. З його наукової школи вийшло 27 кандидатів наук та 2 доктори.

## Наукова спадщина
Всього перу знаного науковця належить понад 350 наукових, науково-популярних та методичних праць, передусім три капітальні монографічні дослідження, що стали вагомим доробком у вивченні питань політичної історії України:
- 1969 р. — В. І. Ленін і закордонні більшовицькі організації;
- 1989 р. — Российская революционная эмиграция в Америке (конец ХІХ—1917 год);
- 1994 р. — Українська національна ідея.

Свою наукову роботу А. М. Черненко органічно поєднував із значною організаторською та педагогічною діяльністю.

## Нагороди
- Указом Президії Верховної ради СРСР від 15 вересня 1961 року за плідну педагогічну, наукову і суспільно-політичну діяльність А. М. Черненка нагороджено Орденом Трудового Червоного Прапора;
- орден «Знак Пошани»;
- медалі «За перемогу над Німеччиною у Великій Вітчизняній війні 1941—1945 років», «За доблесну працю» (до 100-ліття від дня народження В. І. Леніна), «За заслуги в галузі освіти та педагогічної науки» ім. А. С. Макаренка.